# Fëdor Petrovič Uvarov
Fëdor Petrovič Uvarov (Chruslovka, 16 aprile 1769 – San Pietroburgo, 2 dicembre 1824) è stato un generale russo.

## Biografia

### I primi anni
Fëdor Petrovič Uvarov nacque il 16 aprile 1769 a Chruslovka, un villaggio nella provincia russa di Tula. La famiglia Uvarov, di antica nobiltà, si era nel tempo impoverita. Era imparentato con il politico Sergej Semënovič Uvarov. Visse la sua infanzia e la sua giovinezza con la madre a Venevskij fino all'età di 18 anni dal momento che suo padre, era tenuto sotto processo a San Pietroburgo, e le sue proprietà erano state preventivamente sequestrate. Solo nel 1787, Fëdor riuscì a incontrare suo padre nella capitale russa e, con l'aiuto del generale Tutolmin, riuscì ad intraprendere la carriera militare e ad unirsi al reggimento di fanteria "Sophia" di stanza a Smolensk.
Durante la Guerra russo-svedese (1788-1790), venne inviato nella provincia di Olonec' per unirsi alle truppe che lì si stavano costituendo. Proseguì quindi il proprio servizio in un reggimento di dragoni e nel 1790 ebbe modo di distinguersi in Polonia, in particolare nel combattimento che si tenne il 6 aprile 1794 quando il suo squadrone dovette resistere combattendo il nemico per 36 ore consecutive. Riuscì a ritirarsi infine col suo squadrone e collegarsi con il resto delle truppe russe nell'area comandate dal generale Iosif Igelström che, per il suo valore personale dimostrato, lo propose per la promozione al rango di maggiore. Nel 1795 il generale Suvorov lo promosse al grado di tenente colonnello.

### Il regno di Paolo I di Russia

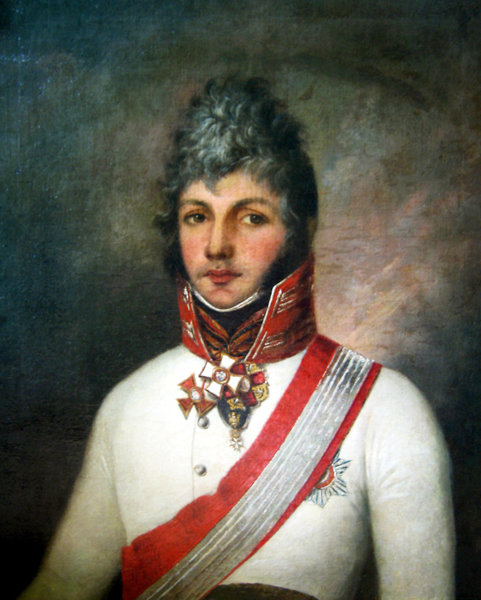
Ritratto di Fëdor Petrovič Uvarov di Johann Rombauer.

Secondo quanto riportava ironicamente lo scrittore Turgenev, Uvarov dovette più le sue promozioni alle spalle larghe e ai suoi muscoli forti che alla sua abilità militare; i primi avevano infatti un notevole ascendente sul sesso femminile e, infatti, già durante il regno di Caterina II, Uvarov aveva attirato l'attenzione della corte su di sé per il legame che aveva intrapreso con Ekaterina Nikolaevna Lopuchina, la quale era già sposata, fatto che creò sensazione e scandalo per l'epoca. La nobildonna era a tal punto innamorata del giovane ufficiale che, secondo la testimonianza di un contemporaneo, "[lei] gli versava 100 rubli al mese e [per lui] noleggiava carrozze con quattro cavalli per 35 rubli al mese".
Quando la figliastra della sua amata entrò in una relazione intima con lo zar Paolo I di Russia, Uvarov, approfittò subito della situazione e salì rapidamente alla ribalta assumendo una posizione di rilievo all'interno dell'esercito: lo zar lo trasferì nelle guardie a cavallo personali, lo promosse maggiore generale il 19 settembre 1798 e gli concesse un aiutante di campo personale. Nel 1799, Uvarov ricevette la I classe dell'Ordine di Sant'Anna, venne nominato comandante del corpo di cavalleria e gli venne concessa anche la commenda dell'Ordine di San Giovanni di Gerusalemme in Russia. Il 5 novembre 1800 venne promosso tenente generale.
Come molti dei protetti dell'imperatore, Uvarov fu coinvolto nella cospirazione del 1801, sebbene non svolse un ruolo attivo. Alla vigilia del regicidio, era l'aiutante generale di turno, ma di notte, con diversi ufficiali del suo reggimento, si installò segretamente vicino alle stanze dell'erede per proteggerlo in caso di fallimento della congiura. Dopo la morte di Paolo I, fu tra gli ufficiali che accompagnarono il nuovo zar Alessandro I ad annunciare la morte del sovrano alle truppe e lo accompagnò anche nel suo trasferimento dal castello Michajlovskij al Palazzo d'Inverno, sede del governo zarista. Una settimana dopo l'ascesa al trono di Alessandro I, il 19 marzo 1801, Uvarov fu il primo ad essere promosso aiutante generale dell'imperatore. Da quel momento divenne una delle persone più vicine al giovane imperatore e lo accompagnò immancabilmente a cavallo e a piedi in ogni luogo ove egli si recasse.

### Le guerre napoleoniche

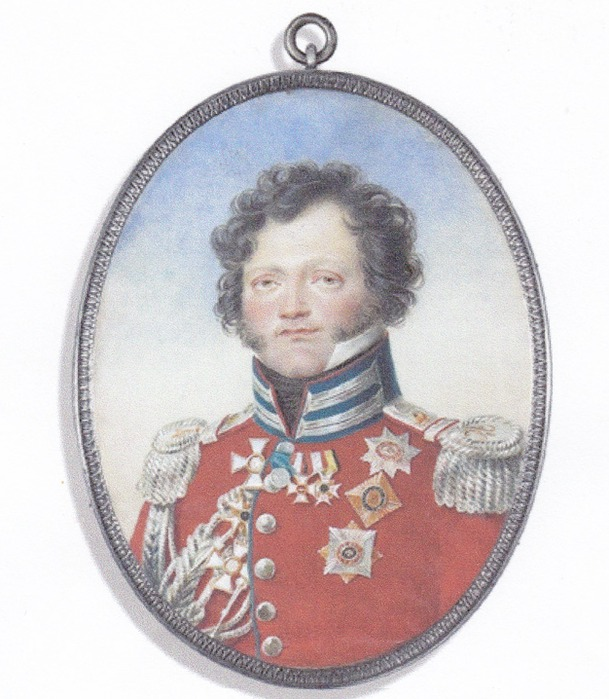
Il generale Fëdor Petrovič Uvarov da un ritratto di Peter Ernst Rockstuhl

Il 19 novembre 1805, al comando del suo reggimento di cavalleria, giunse ad Austerlitz e alla vigilia della celebre battaglia venne inviato con quattro reggimenti a rinforzare l'ala destra dell'armata russa; il giorno stesso dello scontro, attaccò più volte il nemico e verso sera divenne parte della retroguardia del generale Pëtr Ivanovič Bagration. Per il valore dimostrato nella campagna militare del 1805, venne insignito dell'Ordine di Sant'Alessandro Nevskij e dell'Ordine di San Giorgio di III classe.
Uvarov accompagnò quindi Alessandro I all'incontro di Tilsit ed a quello di Erfurt con Napoleone. Nel 1810, dopo la morte della moglie (la principessa polacca Marianna Lubomirska), ereditò vasti possedimenti nella provincia di Volinia. Nello stesso anno fu inviato presso il corpo d'armata del generale Kamenskij e prese parte con lui all'assedio di Silistra. Dopo la cattura di questa fortezza, l'esercito si trasferì a Šumla. A Batin venne ferito e gli venne poi conferita la II classe dell'Ordine di San Giorgio.

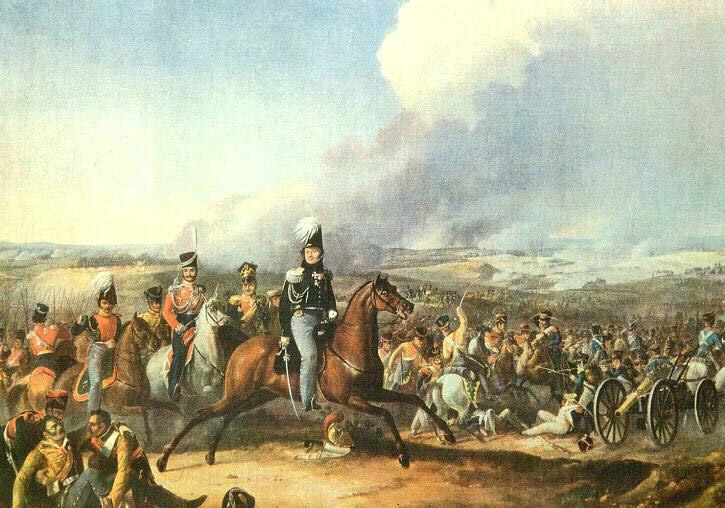
L'attacco della cavalleria del generale Uvarov nella battaglia di Borodino

All'inizio dell'invasione francese della Russia, venne nominato comandante della 1ª armata occidentale, distinguendosi nella battaglia di Astroŭna, dove sostituì il generale Pëtr Petrovič Konovnicyn e combatté dalle 5:00 alle 15:00. In una battaglia vicino a Smolensk, per ordine del generale Dochturov, attaccò la guardia di Napoleone, una delle migliori unità dell'esercito francese, comandata dal maresciallo Louis Nicolas Davout. Lo stesso Uvarov venne ferito da un proiettile al ginocchio sinistro, a causa del quale perse conoscenza ed i suoi soldati lo portarono fuori dal campo di battaglia a braccia, salvandogli così la vita. Per il valore dimostrato in questo scontro venne insignito dell'Ordine di Sant'Aleksandr Nevskij. Nella battaglia di Borodino, insieme al generale Matvej Ivanovič Platov, guidò un'incursione dietro le linee nemiche, ma non riuscì a portare a compimento il piano prefissato e venne respinto dai francesi, motivo per cui venne criticato dal feldmaresciallo Michail Illarionovič Kutuzov. Per la leggerezza con cui diresse quest'attacco, ottenne il biasimo di Carl von Clausewitz che nei suoi scritti di teoria militare lo additò come un esempio di errata gestione dell'azione militare in un contesto estremamente delicato.
Ebbe ad ogni modo ancora di distinguersi al fianco del generale Michail Andreevič Miloradovič nella battaglia che si tenne poco dopo al villaggio di Krymskoe dove, col suo attacco tempestivo, ebbe modo di contribuire al felice esito dello scontro; nelle battaglie di Vjaz'ma e Krasnoj, grazie all'attacco deciso della sua cavalleria, venne costretto a ritirarsi.
Nelle campagne militari del 1813-14 prese parte direttamente alle ostilità, pur rimanendo al seguito dell'Imperatore. A seguito delle guerre napoleoniche, ricevette il grado di generale dalla cavalleria e l'Ordine di San Vladimiro di I classe.

### Gli ultimi anni

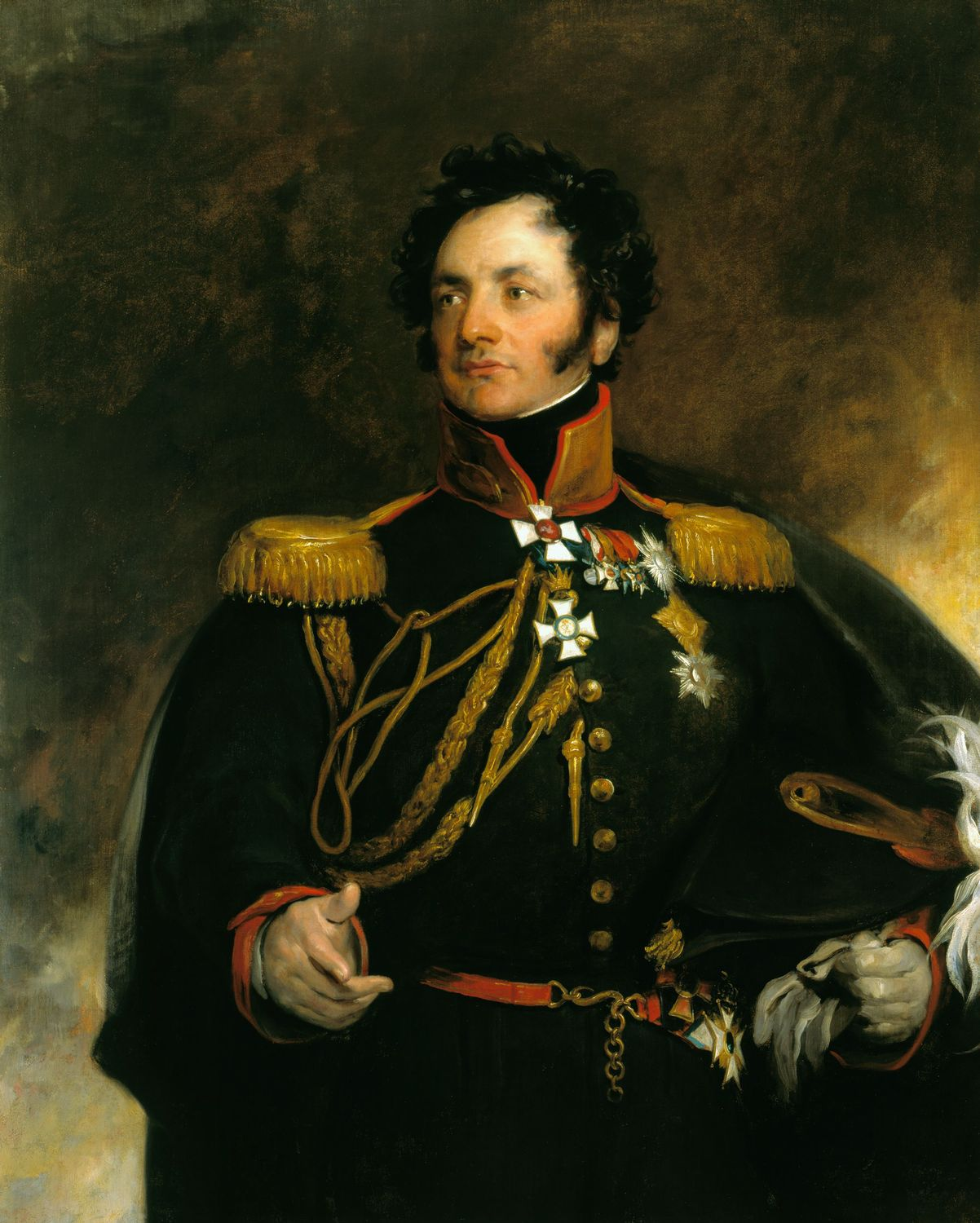
Ritratto del generale Uvarov eseguito da Thomas Lawrence.

Alla fine di un decennio di guerre continue, Uvarov si concentrò su attività di ordinaria amministrazione come primo aiutante generale dello zar Alessandro I, continuando ad accompagnarlo in tutti i suoi viaggi in Russia ed in Europa, inclusa la partecipazione al congresso di Vienna, nonché la visita dello zar ad Aquisgrana e a Lubiana.
Nel 1821 venne nominato comandante delle guardie del corpo dello zar e nel 1823 divenne membro del consiglio di stato. Un anno prima della sua morte, il 12 dicembre 1823, ricevette l'Ordine di Sant'Andrea, la più alta onorificenza russa.
Da sempre uomo lontano dalla politica, Uvarov utilizzò la propria posizione privilegiata per comunicare direttamente e apertamente i suoi pensieri all'imperatore. Su consiglio dell'archimandrita Fozio, convinse Alessandro I del pericolo rappresentato dal ministro Aleksandr Nikolaevič Golicyn e dai mistici come lui per la chiesa di Russia.
Dal febbraio 1824 Uvarov cadde malato e i medici scoprirono che era affetto da un tumore alla gola. Morì il 2 dicembre 1824 nel suo appartamento al Palazzo d'Inverno. Nei suoi ultimi giorni fu accudito dal suo lontano parente, il conte Sergej Semënovič Uvarov. Venne sepolto nella chiesa di Sant'Alessandro Nevskij a Lavra. Konstantin Bulgakov scrisse a suo fratello il 21 novembre 1824:

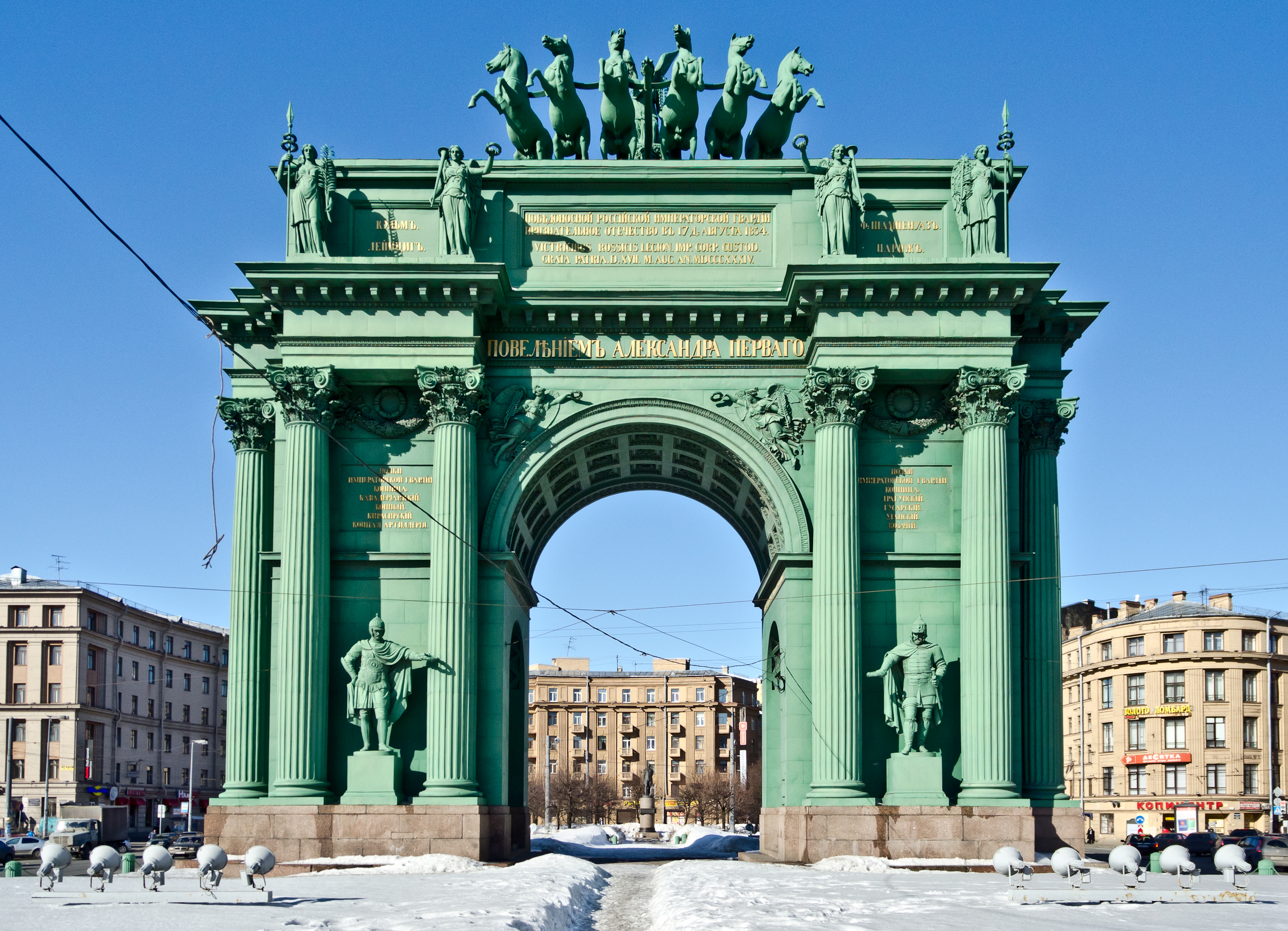
L'arco di trionfo di Narva a San Pietroburgo, eretto coi fondi lasciati al generale Uvarov.

Il funerale di Uvarov fu un vero e proprio evento mediatico per l'epoca a causa dello splendore nel quale si svolse; lp zar Alessandro I e i granduchi suoi figli e cugini presenziarono tutti all'evento. Successivamente, l'8 marzo 1834, lo scrittore Aleksandr Sergeevič Puškin scrisse nel suo diario: 
In segno di gratitudine ai suoi subordinati nel corpo delle guardie, Uvarov lasciò 400.000 rubli per la costruzione di un monumento in loro onore. Questo denaro fu in seguito utilizzato per costruire l'Arco trionfale di Narva a San Pietroburgo, inaugurato dieci anni dopo la morte del generale.

## Carattere e personalità
A differenza di tutti gli altri partecipanti alla cospirazione dell'11 marzo contro Paolo I di Russia, Fëdor Uvarov fu uno dei pochi a godere del favore di Alessandro I di Russia sino alla fine dei suoi giorni. In molti ritengono infatti che Uvarov fosse stato costretto ad unirsi alla cospirazione regicida esclusivamente per lealtà personale all'erede al trono e non per interesse personale.
Uvarov non aveva i talenti di un vero comandante militare, ma trattava umanamente i suoi subordinati indipendentemente dalla loro estrazione sociale, motivo per cui era spesso in conflitto con generali del rango di Arakčeev, il quale lo definiva nella propria corrispondenza come "spia e orecchio dello zar".
I contemporanei ironizzavano spesso sul fatto che una delle persone più vicine all'imperatore fosse un uomo cresciuto in un villaggio, senza alcuna base solida sulla lingua francese (lingua all'epoca in uso comune nelle corti) e generalmente poco istruito, con regole morali non molto rigide e capacità discutibili. L'handicap di non conoscere il francese, nella testimonianza del granduca Nikolaj Michajlovič Romanov, sfociò nel ridicolo in un episodio singolare: mentre Uvarov stava parlando un francese stentato con Michail Andreevič Miloradovič, Alessandro I che assisteva alla scena ma non era in grado di comprendere cosa il suo generale stesse dicendo, chiese al generale russo Louis Alexandre Andrault de Langéron, francese di nascita, e questi rispose: "Non lo so, maestà, parlano in francese..."